# Macroclinium aurorae
Macroclinium aurorae är en orkidéart som beskrevs av Dodson. Macroclinium aurorae ingår i släktet Macroclinium och familjen orkidéer.
Artens utbredningsområde är Peru. Inga underarter finns listade i Catalogue of Life.